# أوتو بيرنهارت
أوتو بيرنهارت هو سياسي ألماني، ولد في 13 فبراير 1942 في رندسبورغ في ألمانيا. نشط حزبياً في الاتحاد الديمقراطي المسيحي. وقد انتخب عضو مجلس نواب شلسفيغ هولشتاين ‏ خلال فترته النيابية ‏ (24 مايو 1971 – 24 مايو 1975) وانتخب عضو في البوندستاغ الألماني خلال فترته النيابية ‏ (26 أكتوبر 1998 – 17 أكتوبر 2002).

## وصلات خارجية
- الموقع الرسمي